# Elgin, Texas
Elgin là một thành phố thuộc quận Bastrop, tiểu bang Texas, Hoa Kỳ. Năm 2010, dân số của xã này là 8135 người.

## Dân số
- Dân số năm 2000: 5700 người.
- Dân số năm 2010: 8135 người.